# ألعاب الدول الصغيرة الأوروبية 2011
عقدت ألعاب الدول الصغيرة الأوروبية 2011 في جمهورية ليختنشتاين في الفترة من 30 مايو إلى 4 يونيو.

## الرياضات
- ألعاب القوى.
- ركوب الدراجات.
- ركوب الدراجات الجبلية.
- سباق الدراجات على الطريق.
- الجودو.
- الرماية.
- الاسكواش .
- السباحة.
- تنس الطاولة.
- التنس.
- كرة الطائرة.

## جدول الميداليات
الجدول التالي يوضح أسماء الدول وعدد الميداليات التي حصلت عليها كل دولة:
ملاحظة
| الترتيب | منتخب        | ذهبية | فضية | برونزية | المجموع |
| ------- | ------------ | ----- | ---- | ------- | ------- |
| 1       | قبرص         | 32    | 30   | 20      | 82      |
| 2       | لوكسمبورغ    | 30    | 15   | 27      | 72      |
| 3       | آيسلندا      | 20    | 23   | 25      | 68      |
| 4       | مالطا        | 8     | 12   | 9       | 29      |
| 5       | ليختنشتاين   | 6     | 10   | 11      | 27      |
| 6       | موناكو       | 6     | 9    | 14      | 29      |
| 7       | الجبل الأسود | 4     | 2    | 2       | 8       |
| 8       | أندورا       | 3     | 7    | 5       | 15      |
| 9       | سان مارينو   | 3     | 4    | 11      | 18      |
|         | المجموع      | 112   | 112  | 124     | 348     |